# Umberto Guidoni
Umberto Guidoni, född 18 augusti 1954 i Milano, är en italiensk astronaut (ESA), uttagen i astronautgrupp 16 1996.
Asteroiden 10605 Guidoni är uppkallad efter honom.

## Rymdfärder
- Columbia - STS-120
- Endeavour - STS-120